# Kaplonganlor
Kaplonganlor is een bestuurslaag in het regentschap Indramayu van de provincie West-Java, Indonesië. Kaplonganlor telt 4223 inwoners (volkstelling 2010).